# Zonnebloempittenbrood
Zonnebloempittenbrood of zonnepittenbrood is een verzamelnaam voor brood waarin zonnebloempitten zijn verwerkt. Deze pitten geven het brood een pittige smaak. Zonnebloempitten zijn rijk aan vezels en olie (met veel onverzadigde vetzuren).
Zonnebloempittenbrood kent vele variaties. Een veel voorkomende variant is dat aan gewoon brooddeeg van volkorenmeel, circa 75 gram zonnebloempitten wordt toegevoegd, en 25 gram zonnebloempitten als garnering dient. In sommige andere varianten worden noten, zaden of kruiden aan het deeg toegevoegd, bijvoorbeeld komijn, koriander en pijnboompitten.